# Dorthe Wolfsberg
Dorthe A. Wolfsberg (født Rasmussen 2. december 1958) er en tidligere dansk atlet. 
Wolfsberg har vundet det danske mesterskab i ikke færre end seks forskellige disipliner: 60 meter, 60 meter hæk, 100 meter hæk, længdespring, højdespring og trespring. Wolfsberg konkurrerede under sin elitekarriere og som veteran for Frederiksberg IF. 
Internationalt har Wolfsberg deltaget i adskillige EM, både indendørs og udendørs i slutningen af 1970'erne og begyndelsen af 1980'erne. Hendes bedste resultat var en sjette plads i længdespring på EM-indendørs 1982. 
Dorthe A. Wolfsberg er gift med den tidligere løber Christian Wolfsberg.

## Danske mesterskaber

### Udendørs
- Guld 1986 100 meter hæk
- Sølv 1986 Længdespring
- Guld 1987 100 meter hæk
- Guld 1987 Højdespring
- Sølv 1987 Længdespring
- Guld 1988 Højdespring
- Guld 1988 Trespring
- Sølv 1988 Længdespring
- Guld 1991 Trespring

### Indendørs
- Guld 1977 Længdespring
- Guld 1977 60 meter
- Guld 1978 Længdespring
- Guld 1978 60 meter
- Guld 1978 60 meter hæk
- Guld 1979 Længdespring
- Guld 1979 60 meter
- Guld 1980 Længdespring
- Guld 1980 60 meter
- Guld 1981 Længdespring
- Guld 1981 60 meter
- Guld 1981 60 meter hæk
- Guld 1982 Længdespring
- Guld 1982 60 meter
- Guld 1983 60 meter
- Guld 1984 60 meter
- Guld 1987 Højdespring

## Personlige rekorder
Wolfsberg slog i sin karriere flere danske rekord som både junior og senior. Flere af disse står stadig (2010).
| Gren          | Resultat | Datum            | Kommentar                               |
| ------------- | -------- | ---------------- | --------------------------------------- |
| 100 meter     | 11,42    | 7. august 1983   | Nummer 2 på alletiders bedste i Danmark |
| 200 meter     | 23,36    | 9. juni 1983     | DR (feb. 10)                            |
| 100 meter hæk | 13,2     | 23. maj 1981     | DR (feb. 10)                            |
| 200 meter hæk | 27,3     | 7. juli 1981     | DR (feb. 10)                            |
| 400 meter hæk | 59.16    | 1979             | Nummer 5 på alletiders bedste i Danmark |
| Længdespring  | 6,50     | 1981             | Nummer 3 på alletiders bedste i Danmark |
| Højdespring   | 1,86     | 1981             | Nummer 2 på alletiders bedste i Danmark |
| Trespring     | 12,30    | 1981             | Nummer 6 på alletiders bedste i Danmark |
| 4 × 100 meter | 45,04    | 10. august 1983  | DR (feb. 10)                            |
| 50 meter inde | 6,33     | 22. februar 1981 | DR (feb. 10)                            |
| Syvkamp       | 5.674 p  | 1981             | Nummer 2 på alletiders bedste i Danmark |